# Batalla de Coatit
La Batalla de Coatit fue un enfrentamiento armado desatado en enero de 1895 entre las tropas Italianas y Abisinias, lideradas por Tigrian Ras Mengesha Yohannes. Fue la primera batalla liberada de la primera guerra italo-etíope y terminó con una rotunda victoria del ejército italiano. La victoria rápida de Italia llevó a la nación a subestimar al ejército etíope.

## Preludio
Durante el año 1894 las relaciones entre los nativos etíopes y los colonialistas italianos eran tensas. El emperador Etíope, Menelik, que repudiaba el Tratado de Wuchale, estaba ideando un plan para expulsar a los italianos de sus tierras.
Mengesha fue con Menelik a pedir el perdón por sus tratos el Gobernador colonialista, el general Oreste Baratieri. Menelik lo perdonó y le dio la Corona de Tigray a cambio de su lealtad y ayuda para expulsar a los colonialistas italianos.
En diciembre de 1894, Bahta Hagos encabezó una revolución contra los italianos en Akkele Guzay. El general Oreste Baratieri movilizó sus fuerzas para contrarrestar la revolución de Hagos, sospechando de la complicidad de Mengesha. El Ejército Colonial Italiano contaba de unos 3.833 hombres, mayoritariamente nativos de Eritrea. 
El Ejército de Baratieri se trasladó a un punto estratégico en Coatit, Eritrea dónde las tropas de Mengesha (19 000 aprox.) estaban avanzando. El 12 de enero, los colonialistas italianos avistaron a las tropas etíopes y dieron la orden de fuego en la mañana del 13 de enero.

## Batalla
Ataque Italiano
En la mañana del 13 de enero de 1895, el general Oreste Baratieri da la orden de fuego contra los soldados etíopes, disparando de distancias máximas de hasta 1900 metros del campo enemigo. En poco tiempo el ejército italiano ya había conseguido tomar la alta colina en la que se encontraban. Los italianos descuidaron su izquierda y, mientras ellos seguían disparando, algunos soldados veían una gran nube de polvo acercarse desde aquel lugar, sabiendo que estaban presenciando el contraataque de los Tigray.
Contraataque
Mientras los tigrianos avanzaban, algunos de los soldados italianos nativos de Eritrea se retiraban del campo, lo que generó confusión en el ejército de Baratieri e hizo que casi rodearan al ejército, lo que provocó grandes pérdidas. Los italianos lograron hacer retroceder a los tigrianos con cargas de bayoneta y uso de artillería, lo que les permitió cambiar su posición y avanzar hasta Coatit.